# ウィリアム・シャンクス

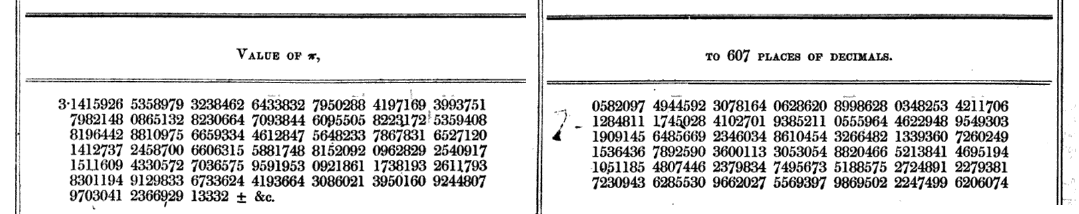
1853年に出版されたシャンクスのπの近似値

ウィリアム・シャンクス（William Shanks、1812年1月25日 - 1882年6月）は、イギリスのアマチュア数学者。
1873年に円周率の計算を707桁まで達成したが、その結果は、後に判明したことであるが、途中のミスにより実際には最初の527桁目までしか正しくなかった。この間違いは1944年にD. F. Fergusonにより強調された（機械式卓上計算機を使用)。
Houghton-le-Springにボーディングスクールを所有しており、それで生計を立てていたため数学定数を計算するという趣味で過ごすには十分な時間があった。午前中に新たな桁を計算し、午後の時間を全て使い午前中の作業の確認を行うことをルーティンとしていた。円周率を研究するのにはマチンの公式を用いた。
{\displaystyle {\frac {\pi }{4}}=4\arctan \left({\frac {1}{5}}\right)-\arctan \left({\frac {1}{239}}\right)}
シャンクスによる近似は、約1世紀後の電子デジタルコンピュータの登場まで最も多い桁まで計算された結果であった。
シャンクスはeとオイラー・マスケローニ定数 γ も多くの桁を計算した。また60,000までの素数の表を発表し、2, 3, 5, 10の自然対数を137桁まで求めている。
1882年6月にイングランド、ダラムのHoughton-le-Springで70歳で亡くなり、1882年6月17日に地元のHillside Cemeteryに埋葬された。